# Tasso di sconto
Con tasso di sconto si intende il tasso applicato per il calcolo dello sconto.

## Carte di credito
Il tasso di sconto è una percentuale sull'ammontare della transazione che il titolare della carta deve pagare su ogni operazione eseguita con la carta di credito.

## Matematica
Il tasso di sconto si applica quando si vuole attualizzare il valore di flussi di cassa futuri; quando cioè, a partire da una somma attuale, si conosce il montante futuro e si raffronta tale variazione con lo stesso montante futuro. Nel caso in cui, ad esempio, si abbiano 80 € in contanti, con i quali si acquista uno zero coupon bond che rimborsa € 100 dopo un anno, il tasso di sconto rappresenta lo "sconto" che riconduce il flusso di cassa futuro di 100 al valore odierno:
{\displaystyle (100-80)/100=20\%}
Il tasso di interesse, al contrario, è calcolato ponendo 80 come base:
{\displaystyle (100-80)/80=25\%}
Per ogni tasso di interesse esiste dunque un tasso di sconto e viceversa. In formule:
{\displaystyle d=i/(1+i)}
{\displaystyle i=d/(1-d)}
Un altro modo per pensare al tasso di sconto è quello di considerare che esso ci spiega quanta parte del valore futuro di un attivo è composto da interesse e quanta parte è capitale. Ad esempio, se depositiamo 100 € su un conto che paga un interesse del 50% in 10 anni, l'ammontare che riceveremo al decimo anno sarà 150 €. Il tasso di sconto è 0,5/(1+0,5) = 1/3 o 33,3%. In funzione di ciò, potremo dire che 33,3% di 150 € è interesse e 66,7% è capitale.
Quando ci si riferisce ad un movimento di cassa che "ha scontato il", ci si riferirà al tasso di interesse e non al tasso di sconto matematico adeguato. Tuttavia, i due sono concetti separati nella matematica finanziaria.

## Politica monetaria
In politica monetaria il tasso di sconto è il tasso di interesse al quale un istituto di credito, ad esempio una banca, paga i fondi monetari di breve durata direttamente alla banca centrale. Chiaramente la banca non emetterà mai prestiti alla clientela e allo Stato con un tasso inferiore al tasso di sconto.
Il tasso di sconto informa l'intera struttura dei tassi di interesse, ed è la leva monetaria che le banche centrali usano per regolare l'offerta di moneta.

## Valutazione di progetti d'investimento
Il tasso di sconto è utilizzato anche per valutare il valore attuale dei flussi di cassa futuri generati da un progetto d'investimento; tecnicamente è un'operazione di attualizzazione dei flussi di cassa. Il tasso di sconto usato varia da progetto a progetto e può essere ricavato da varie fonti informative, a discrezione di chi effettua la valutazione. A seconda della metodologia utilizzata nella valutazione dell'investimento il tasso di sconto viene computato in diverse maniere ed assume diversa dicitura.